# Lennie Niehaus
Leonard Niehaus, detto Lennie (Saint Louis, 11 giugno 1929 – Redlands, 28 maggio 2020) è stato un compositore e sassofonista statunitense.

## Biografia
Attivo negli anni '50 con la big band di Stan Kenton (si ricordi "Contemporary Concepts" del 1955), è un eccellente musicista di stampo prettamente parkeriano, ma dal suono molto cool, paragonabile al contemporaneo e collega Phil Woods. 
Oltreché essere autore di un celebre metodo per l'insegnamento del saxofono, Niehaus è anche il principale collaboratore musicale per le pellicole girate dall'attore e regista Clint Eastwood, conosciuto grazie alla sua lunga collaborazione, in qualità di orchestratore, con il musicista prediletto di Eastwood, Jerry Fielding, specializzato in musica per cinema e particolarmente attivo nei generi western e poliziesco. 
Le prime orchestrazioni di Niehaus su partiture scritte da Fielding risalgono al 1962, mentre la prima colonna sonora cinematografica composta in proprio è Corda tesa, del 1984, per la regia di Richard Tuggle, in cui Eastwood è protagonista.

## Filmografia parziale
- Corda tesa (Tightrope), regia di Richard Tuggle (1984)
- Per piacere... non salvarmi più la vita (City Heat), regia di Richard Benjamin (1984)
- Il cavaliere pallido (Pale Rider), regia di Clint Eastwood (1985)
- Gunny (Heartbreak Ridge), regia di Clint Eastwood (1986)
- Mai troppo giovane per morire (Never Too Young to Die), regia di Gil Bettman (1986)
- Bird, regia di Clint Eastwood (1988)
- Cacciatore bianco, cuore nero (White Hunter Black Heart), regia di Clint Eastwood (1990)
- La recluta (The Rookie), regia di Clint Eastwood (1990)
- Gli spietati (Unforgiven), regia di Clint Eastwood (1992)
- Un mondo perfetto (A Perfect World), regia di Clint Eastwood (1993)
- I ponti di Madison County (The Bridges of Madison County), regia di Clint Eastwood (1995)
- Titanic, regia di Robert Lieberman (1996) - Miniserie TV
- Potere assoluto (Absolute Power), regia di Clint Eastwood (1997)
- Mezzanotte nel giardino del bene e del male (Midnight in the Garden of Good and Evil), regia di Clint Eastwood (1997)
- Fino a prova contraria (True Crime), regia di Clint Eastwood (1999)
- Space Cowboys, regia di Clint Eastwood (2000)
- La tempesta perfetta (The Perfect Storm), regia di Wolfgang Petersen (2000)
- Debito di sangue (Blood Work), regia di Clint Eastwood (2002)
- Changeling (Changeling), (Orchestratore - Direttore), regia di Clint Eastwood (2008)